# Mor Courage och hennes barn
Mor Courage och hennes barn (tysk originaltitel: Mutter Courage und ihre Kinder), även känd som Mor Courage, är en teaterpjäs av Bertolt Brecht. Den skrevs 1939–1940 under Brechts exil i Sverige och hade premiär i Zürich 1941.
Pjäsen slungar betraktaren mellan olika perioder i marketenterskan Anna Fierlings – kallad "Mor Courage" – liv, med scener från olika tider, platser och länder under trettioåriga kriget.  Mor Courage, vars hela uppehälle är beroende av kriget och som vet att utnyttja krigets olyckor till sin fördel, mister sina tre vuxna barn som en följd av samma krig. Det finns en olöst fråga knuten till dramat. Hur ska man kunna leva ett gott och bra liv i en värld som inte erbjuder någon godhet utan bara ondska? Denna fråga anknyter till en annan av Brechts pjäser, Den goda människan i Sezuan.

## Handling
Akt 1: Akt ett utspelar sig under våren 1624 under en truppvärvning i Dalarna. Mor Courage och hennes barn introduceras och hon spår att barnen ska dö. Sönerna värvas till kriget. Mor Courage säljer ett silverspänne.
Akt 2: Andra akten utspelar sig 1626 under belägringen av fästningen Wallhof. Mor Courage återfinner sin son Eilif som hon inte sett på två år. Hon säljer en kapun, och medan hon rensar fågeln lyssnar hon på samtalet mellan sonen och fältherren. Det framgår att fältherren är nöjd med sonen då denna slagit ihjäl några tyska bönder och rövat bort deras oxar.
Akt 3: Utspelar sig 1629 i Polen. De svenska trupperna besegras och Schweizerkas tillfångatas för att han försökt rädda krigskassan. För att få honom fri pantsätter mor Courage sin vagn för att muta sig till hans frihet. Akten slutar med att hon köpslår för länge och sonen hinner bli avrättad. Då hon inte betalat för sonen frigivande kan hon behålla vagnen.
Akt 4: Mor Courage kommer till ett officerstält för att klaga på hur hon blivit behandlat av soldaterna. Här möter hon en ung soldat som också har klagomål; han har räddat ryttmästarens häst och har inte blivit belönad. Mor Courage övertalar honom att inte klaga och övertalar samtidigt sig själv att låta bli.
Akt 5: Akten utspelar sig 1631 i Bayern precis efter Tillys seger i Magdeburg. På vägen dit har Courage tagit sig igenom Polen, Mähren, Bayern och Italien för att hamna i Bayern igen. Hon övertalas, under högljudda protester, av fältprästen att riva sönder några skjortor som ska användas som bandage åt sårade civila.
Akt 6: Utspelar sig utanför Ingolstadt i Bayern år 1632. Soldaterna har fått ut sold innan Tillys begravning och super upp den istället för att gå på begravningen. Medan Mor Courage betjänar dem för hon ett samtal med fältprästen och skrivaren om hjältar, krigets natur och religion.
Akt 7: 1632. I akt sju är Courage på höjden av sin karriär. Det är en kort akt som går ut på att fältprästen, Kattrin och Courage drar tältvagnen längs en landsväg medan Courage sjunger en sång om hur man profiterar på kriget.
Akt 8: Akten utspelar sig en sommarmorgon 1632 efter att Gustav II Adolf stupat vid Lützen. Kungens död leder till fred just efter att mor Courage köpt upp nya förråd vilket ruinerar henne. Eilif har blivit gripen för att ha ofredat civilbefolkningen och ska träffa Courage en sista gång innan han ska avrättas. Hon har dock glömt bort att han skulle komma och är på marknaden för att sälja av sitt lager. Akten avslutas med att kriget bryter ut igen. Mor Courage bryter upp i sällskap med kocken i stället för fältprästen.
Akt 9: Vintern 1634 i tyska Fichtelgebirge. Courages affärer går dåligt. Kocken har ärvt ett värdshus i Utrecht som han vill driva med Courage. Courage vill ta med sin dotter Kattrin vilket han vägrar. För att göra sin poäng sjunger han sången om Caesar, Salomo och andra stora andar som det gått illa för. Mor Courage vägrar att överge sin dotter och akten avslutas med att hon och dottern reser vidare tillsammans.
Akt 10: En dag 1635 drar Courage och Kattrin sin tältvagn förbi en bondgård där de stannar och lyssnar på en sång som sjungs i gården.
Akt 11: Akten utspelar sig i januari 1636 när de lutherska trupperna hotar staden Halle. Courage är staden för att handla. Då trupperna kommer till den bondgård där Courage och Kattrin bor klättrar Kattrin upp på taket och börjar slå på trumma för att varna stadsborna. Akten slutar med att katolska soldater skjuter ner henne med en musköt.
Akt 12: Akten inleds med att Courage ligger hopkrupen över sin dotters kropp. Bonden förebrår henne för att hon lämnat dottern för att handla i staden. Mor Courage betalar bonden för att ta hand om Kattrin och drar vidare.

## Roller
- Mor Courage
- Kattrin, hennes stumma dotter
- Eilif, den äldre sonen
- Schweizerkas, den yngre sonen
- Värvaren
- Fältväbeln
- Kocken
- Fältherren
- Fältprästen
- Tygmästaren
- Yvette Pottier
- Den enögde
- En annan fältväbel
- Den gamle översten
- En skrivare
- En yngre soldat
- En äldre soldat
- En bonde
- Bondhustrun
- Den unge mannen
- Den gamla kvinnan
- En annan bonde
- Bondkvinnan
- En ung bonde
- Fänriken
- Soldater
- En röst